# Timotej Múdry
Timotej Múdry (Spišský Hrušov, 4 aprile 2000) è un calciatore slovacco, centrocampista del Ružomberok.

## Caratteristiche tecniche
È un centrocampista difensivo.

## Carriera

### Club
Cresciuto nel settore giovanile del Tatran Prešov, ha esordito in prima squadra il 3 novembre 2017 in occasione dell'incontro di Superliga vinto 1-0 contro lo Zemplín Michalovce. Nel 2018 è stato acquistato dal Ružomberok, con cui ha debuttato anche nelle competizioni europee giocando il match di qualificazione per l'UEFA Europa League perso 3-0 contro il Servette.

### Nazionale
Ha giocato nella nazionale slovacca Under-21.

## Palmarès

### Club

#### Competizioni nazionali
- Coppa di Slovacchia: 1

Ružomberok: 2023-2024